# Esparçac
Esparsac (en francès Esparsac) és un municipi francès situat al departament de Tarn i Garona i a la regió d'Occitània.

## Demografia
| 1962                                       | 1968 | 1975 | 1982 | 1990 | 1999 | 2007 |
| ------------------------------------------ | ---- | ---- | ---- | ---- | ---- | ---- |
| 260                                        | 303  | 253  | 246  | 256  | 245  | 248  |
| Des de 1962: població sense dobles comptes |      |      |      |      |      |      |

## Administració
| Període | Identitat   | Partit        |
| ------- | ----------- | ------------- |
| 2008-   | Odé Guirbal | Divers gauche |